# Нова колекція

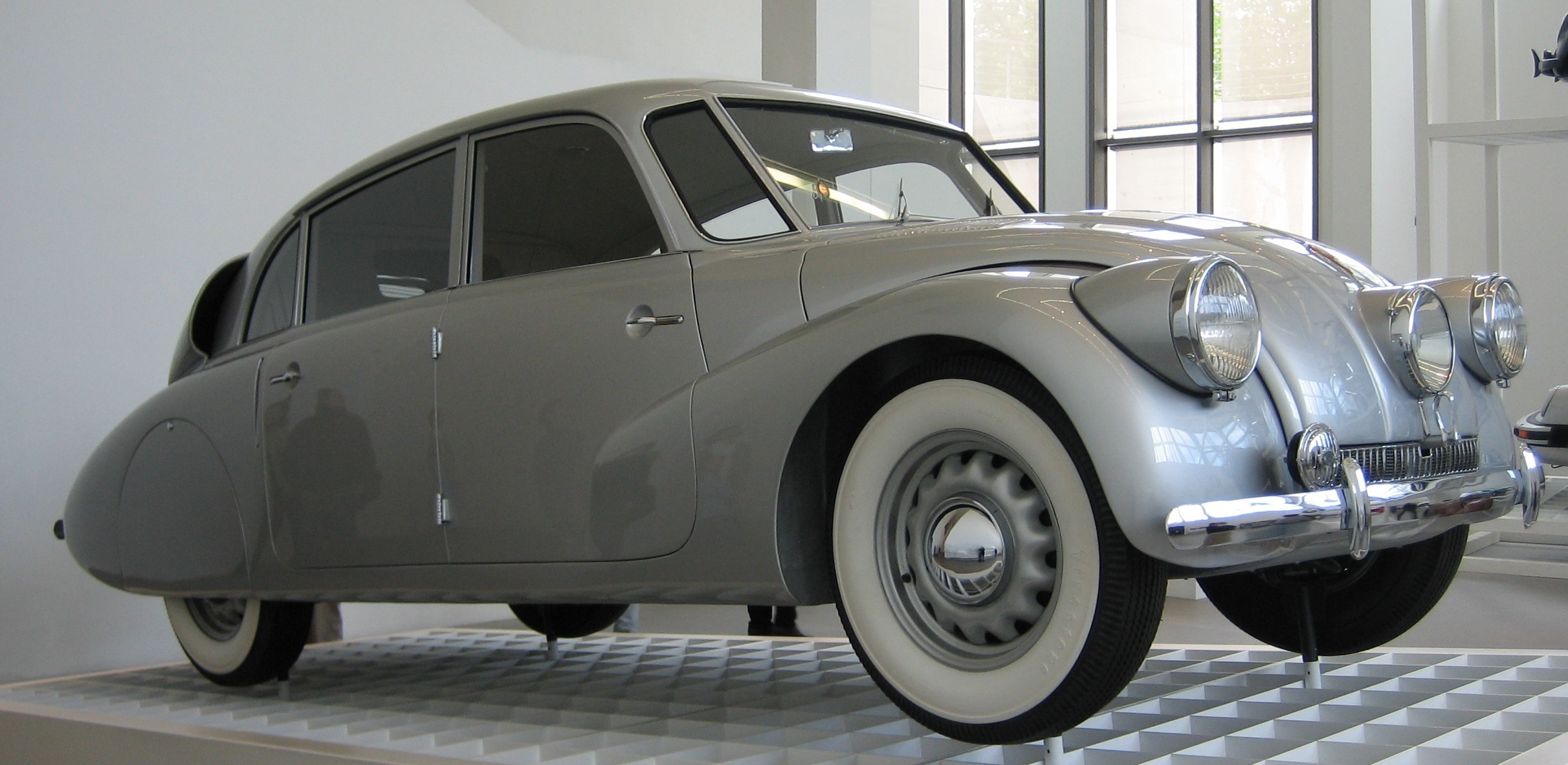
Автомобіль «Tatra 87» в експозиції Пінакотеки сучасності

48°08′49″ пн. ш. 11°34′20″ сх. д. / 48.14694° пн. ш. 11.57222° сх. д.
«Нова колекція» (нім. Neue Sammlung) — державний музей прикладного мистецтва в Німеччині. З'явившись задовго до появи самого слова «дизайн», він вважається першим музеєм дизайну у світі.
«Нова колекція» була заснована в 1925 році як Державний музей землі Баварія. Сьогодні це один з провідних музеїв у своїй галузі, що курирує колекції дизайну в Пінакотеці сучасності, Новому музеї в Нюрнберзі і Міжнародному музеї кераміки в Вайдені.
4–17 квітня 1948 р. тут відбулася мистецька виставка під рамкою «Тиждень української культури». У програмі були виставки образотворчого і народного мистецтва (вишивок, одежі, килимів, гуцульської різьби, писанки), сольні концерти співаків і музик, виступи хору «Україна», Капели бандуристів імені Т. Шевченка, Національного хору Володимира Божика, учнів Балетної школи Валентини Переяславець та драматичні вистави Ансамблю українських аматорів і «Театральної студії».
З відкриттям Пінакотеки сучасності у вересні 2002 року для «Нової колекції» настали нові часи: через 75 років виставкової діяльності цей провідний музей дизайну уперше отримав можливість демонструвати свої фонди в постійній експозиції. Експозиція Колекції дизайну, що отримала декілька міжнародних нагород, йдучи за архітектурою музейної будівлі з її різноманітними залами, веде від монументального входу через анфіладу залів, що оповідають про історію і розвиток дизайну, до високих залів у два поверхи, що з'єднуються з іншими рівнями будівлі.
Найбільша у світі постійна колекція промислового і виробничого дизайну налічує близько 70 тисяч об'єктів. Колекція графічного дизайну і ремісничого мистецтва у складі «Нової колекції» включає як роботи передвісників дизайну, що датуються серединою XIX ст., і представників модерну, так і сучасних художників.

## Ресурси Інтернету
- Офіційний сайт Нової колекції
- Інтернет-магазин Нової колекції[недоступне посилання з квітня 2019]